# ديك إغان (لاعب كرة قاعدة)
ديك إغان (بالإنجليزية: Dick Egan)‏ هو لاعب كرة قاعدة أمريكي، ولد في 23 يونيو 1884 في بورتلاند في الولايات المتحدة، وتوفي في 7 يوليو 1947 في أوكلاند في الولايات المتحدة.